# Van Brederode
La famiglia Van Brederode fu una famiglia nobiliare olandese che giocò un ruolo importante nella storia locale in epoca medievale. I primi membri documentati della famiglia risalgono al XIII secolo nella regione di Santpoort, presso il Castello di Brederode.

## Storia

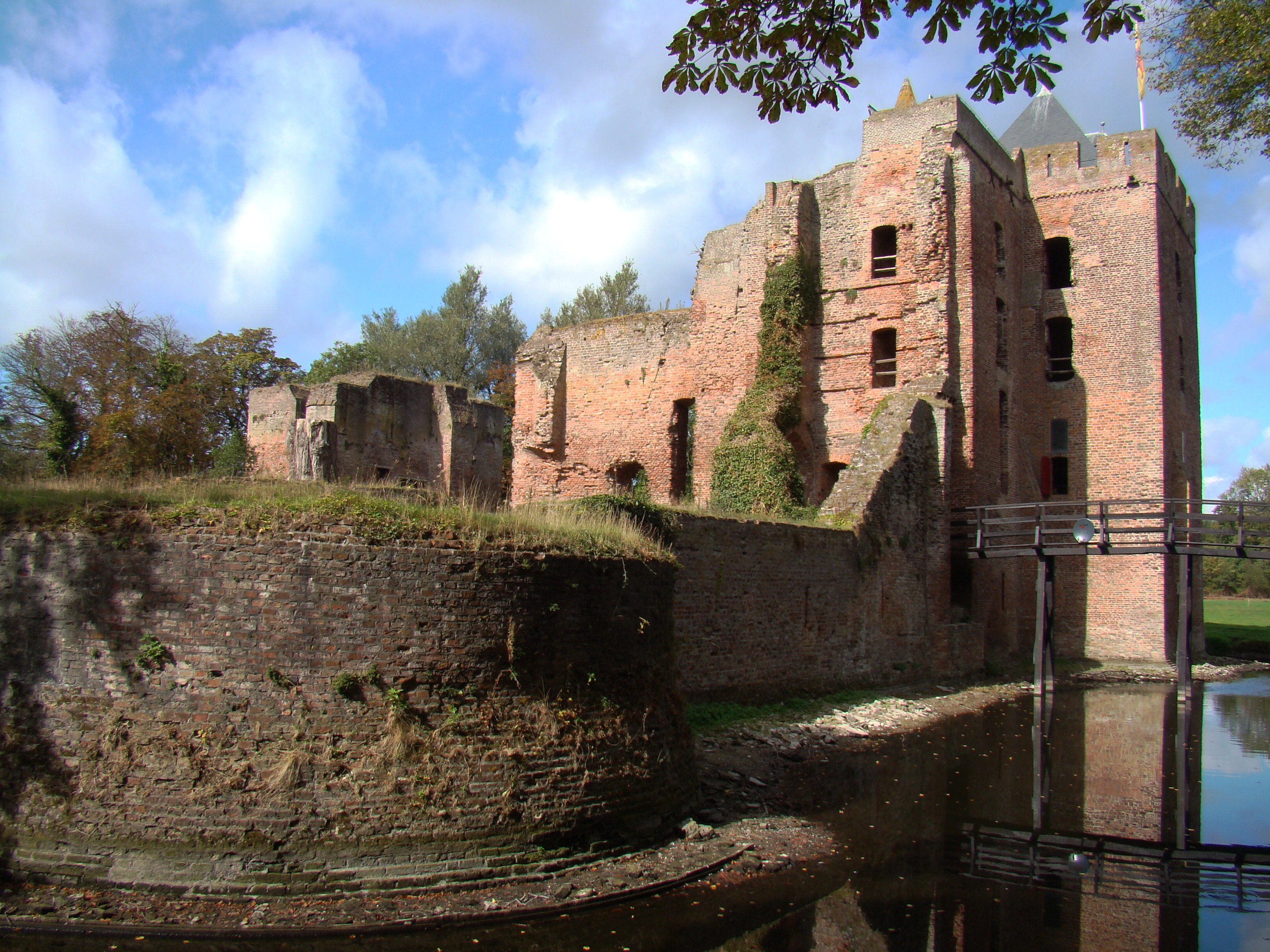
Il Castello di Brederode, a Santpoort-Zuid.

Imparentati per discendenza coi conti d'Olanda e con la potente famiglia dei Van Teylingen (vedi Slot Teylingen, a metà strada tra Haarlem e Leida). Dirk I van Brederode, detto anche Dirk van Teylingen, fece costruire il castello di Brederode.
Durante la Riforma protestante la famiglia Van Brederode lasciò l'Olanda e le proprie proprietà vennero confiscate dal governo. I loro discendenti si estinsero nel XVII secolo, facendo rientrare i feudi al governo olandese che però prese contestualmente anche i numerosi debiti accumulati dalla famiglia. Ancora nel 1967 i debiti della famiglia Van Brederode pesavano sul bilancio di stato olandese per 3.000 milioni di gulden.

## Albero genealogico
- Wilhelm van Teylingen (1156–1203)
  - Dirk I van Brederode (1180–1236) sp. Alveradis van Heusden 
    - Wilhelm I van Brederode (1236–1285)  sp. Hildegonde van Voorne d.1302 
      - Dirk II van Brederode (1252–1318)  sp. Maria van der Lecke
        - Katharina van Brederode (-1372) sp. Giovani I, signore di Polanen
        - Wilhelm II van Brederode (-1316) sp. Elisabeth von Kleve
          - Dirk III van Brederode (1308–1377) sp. Beatrix van Valkenburg  d.1354
            - Reinoud I van Brederode (1336–1390) sp. Johanna van Gennep d.1413
              - Jan I van Brederode (1370/72–1415)
              - Walraven I van Brederode (1370/73–1417) sp.  Johanna van Vianen en Ameide  m. 1418
                - Reinoud II van Brederode (1415–1473) sp. Yolanthe de Lalaing  m. 1497
                  - Walraven II van Brederode (1455–1531) sp. Margaretha van Borselen m. 1507
                    - Reinoud III van Brederode (15??–1584)  sp. Philippine de La Marck, m. 1539 
                      - Hendrick van Brederode (1531–1568) sp. Amalia von Neuenahr  m.1602

                    - Wolfert van Brederode (1495-1548) sp.  Adriana Back van Asten
                      - Reinoud IV van Brederode (1520–1584) sp. Margaretha van Doorne
                        - Walraven III van Brederode (1547–1614) sp. Gulielma van Haeften
                        - Floris van Brederode (-1599) m. Dorothea van Haeften
                          - Walraven IV van Brederode (1596–1620)
                          - Joan Wolfert van Brederode (1599–1655) sp.1 Anna Johanna van Nassau-Siegen (1594-1636) sp.2 Louise Christina zu Solms-Braunfels  (1606-1669)
                            - Amalia Margaretha van Brederode (1625-1663)

                  - Frans van Brederode (1465-1490)

                - Gijsbrecht van Brederode (1416-1475)

              - Wilhelm van Brederode (1380-1451)